# Protaetia subpilosa
Protaetia subpilosa es una especie de escarabajo del género Protaetia, familia Scarabaeidae. Fue descrita científicamente por Desbrochers des Loges en 1869.
Especie nativa de la región paleártica. Habita en Turquía, Siria, Grecia e Israel.